# Hellfire (альбом)
Hellfire — третий студийный альбом норвежской блэк-метал-группы 1349, выпущенный 24 мая 2005 года на лейбле Candlelight Records. Это последний альбом, записанный с гитаристом Tjalve.
На песню «Sculptor of Flesh» был снят клип. Последний трек альбома «Hellfire» длится 13:49, что совпадает с названием группы.

## Список композиций
1. «I Am Abomination» — 4:09
2. «Nathicana» — 4:38
3. «Sculptor of Flesh» — 3:17
4. «Celestial Deconstruction» — 7:44
5. «To Rottendom» — 5:51
6. «From the Deeps» — 6:25
7. «Slaves to Slaughter» — 6:11
8. «Hellfire» — 13:49

## Участники записи

### 1349
- Archaon — гитара
- Tjalve — гитара
- Frost — ударные
- Seidemann — бас-гитара
- Ravn — вокал

### Технический персонал
- Ronni Le Tekrø — продакшн
- Kjartan Hesthagen — звукорежиссёр